# Oeschinensee
Der Oeschinensee liegt oberhalb von Kandersteg (Berner Oberland) in der Schweiz. Der Wasserspiegel liegt durchschnittlich auf einer Höhe von 1578 m. Der See ist bei normalem Wasserstand 56 m tief und hat eine Fläche von 1,1 km², womit er zu den grösseren Bergseen in der Schweiz gehört. Er entstand durch mehrere Bergrutsche der Flanken des Fründenhorns und des Doldenhorns.
Seit 2007 gehört der Oeschinensee zum erweiterten UNESCO-Weltnaturerbe Schweizer Alpen Jungfrau-Aletsch.

## Lage

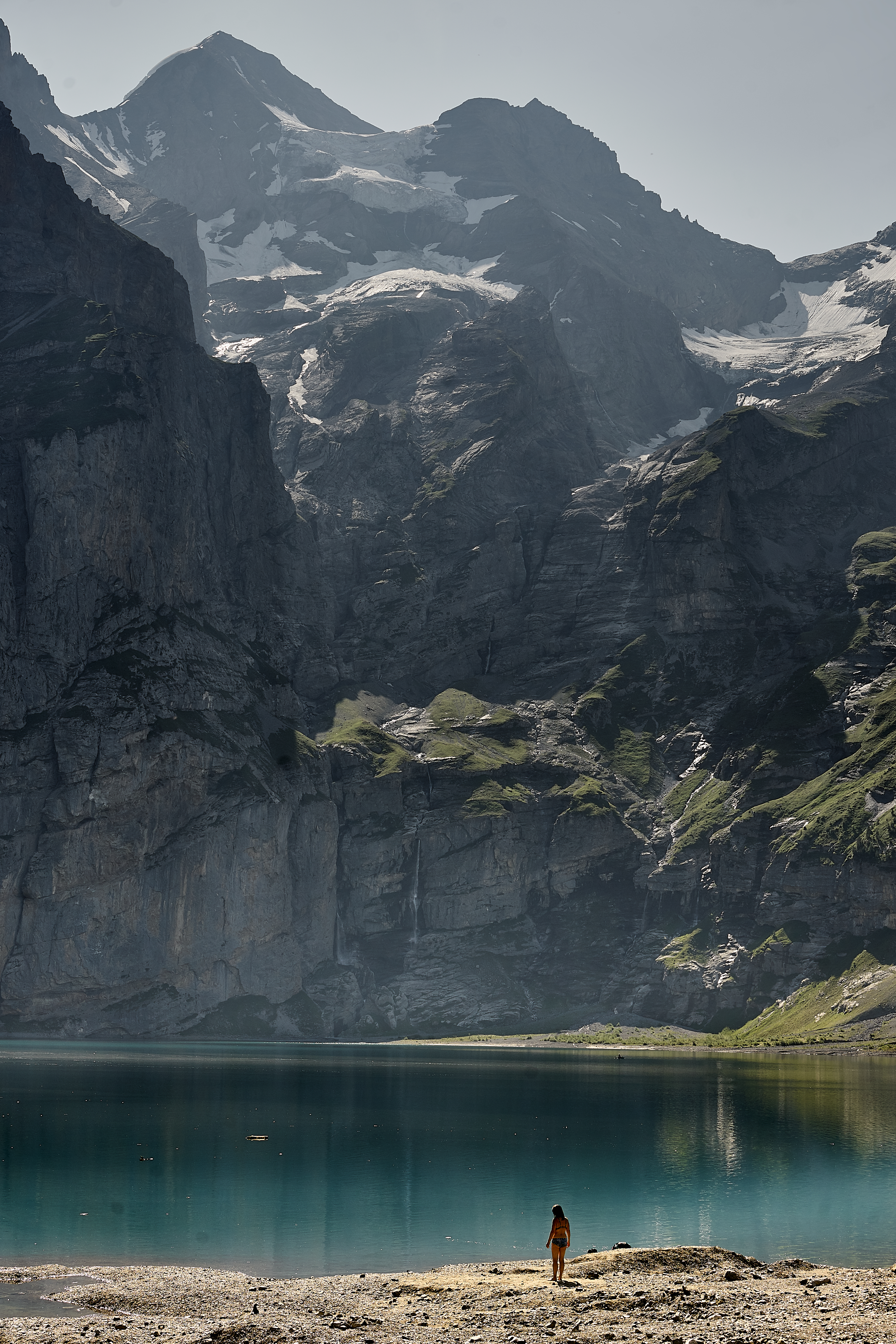
Baden am Oeschinensee

Der See ist ost- und südseitig von den Dreitausendern Blüemlisalp, Oeschinenhorn, Fründenhorn und Doldenhorn eingerahmt, von deren Gletscherbächen er gespeist wird. Der Öschibach (laut Landeskarte der Schweiz mit «Ö» statt «Oe») fliesst unterirdisch durch die Abriegelung des Sees ab, tritt aber bald darauf wieder ans Tageslicht. Sein Wasser wird zur Trinkwasserversorgung von Kandersteg und zur Stromproduktion genutzt. Der Öschibach mündet in Kandersteg in die Kander.
Am Oeschinensee vorbei verlaufen die Zustiege zur Blüemlisalp- (2834 m) und Fründenhütte (2562 m) des Schweizer Alpen-Clubs. Die Gastronomiebetriebe am Oeschinensee bieten ebenfalls Übernachtungsmöglichkeiten an.
Von Kandersteg aus ist der See über mehrere Wanderwege oder per Gondelbahn (GKO seit 2008, zuvor Sesselbahn mit seitlicher Blickrichtung) erreichbar. Von der Bergstation erreicht man den See auf leicht abfallender Strecke in etwa 25 Minuten Gehzeit. In der Sommersaison steht ein Elektro-Mobil zwischen Bergstation Gondelbahn und Oeschinensee zur Verfügung. Eine Wanderung führt von der Bergstation über den Heuberg (1940 m, mit Blick auf den See und die umgebenden Dreitausender) zur im Sommer bewirtschafteten Alp Oberbärgli (1978 m), von wo man über die Alp Underbärgli zu den Restaurants am See absteigen kann.
Schwindelfreie und trittsichere Bergsteiger können den See umrunden. Die Gras- und Felsbänder der sogenannten «Fründenschnur» über dem Ostufer des Sees erlauben auf etwa 1800 m Höhe eine luftige Traversierung von der Alp Underbärgli zum Aufstiegsweg zur Fründenhütte. Der hieran anschliessende Abschnitt des Weges am Südufer des Sees ist 2019 für den Wanderverkehr aus Sicherheitsgründen gesperrt worden. Hier drohen Murenabgänge den Weg zu verschütten. Im Sommer 2024 dauert die Sperrung noch an, so dass eine Umrundung des Sees derzeit nicht möglich ist.

## Tourismus
Der Oeschinensee ist im Sommer ein beliebter Badesee. Bei der Bergstation der Gondelbahn befindet sich eine Sommerrodelbahn. Am See gibt es zwei Hotels mit Restaurants, mehrere verschiedene Grillstellen und eine Ruderbootvermietung.
Wegen eines ungewöhnlich geringen Schneebelags wurde im Dezember 2015 der Oeschinensee erstmals seit 19 Jahren wieder für Schlittschuhläufer geöffnet. Danach trat die Seegfrörni wieder jährlich ein. Anfang Januar 2019 wurde die Schlittschuhsaison wegen starken Schneefalls schon nach wenigen Tagen beendet und die Eisfläche zum Winterwandern vorbereitet.
Seit Sommer 2020 ist eine Umrundung des Oeschinensees nicht möglich. Grund hierfür ist die Gefahr eines drohenden Felsabbruches am Südufer, weshalb dort Wege gesperrt sind.

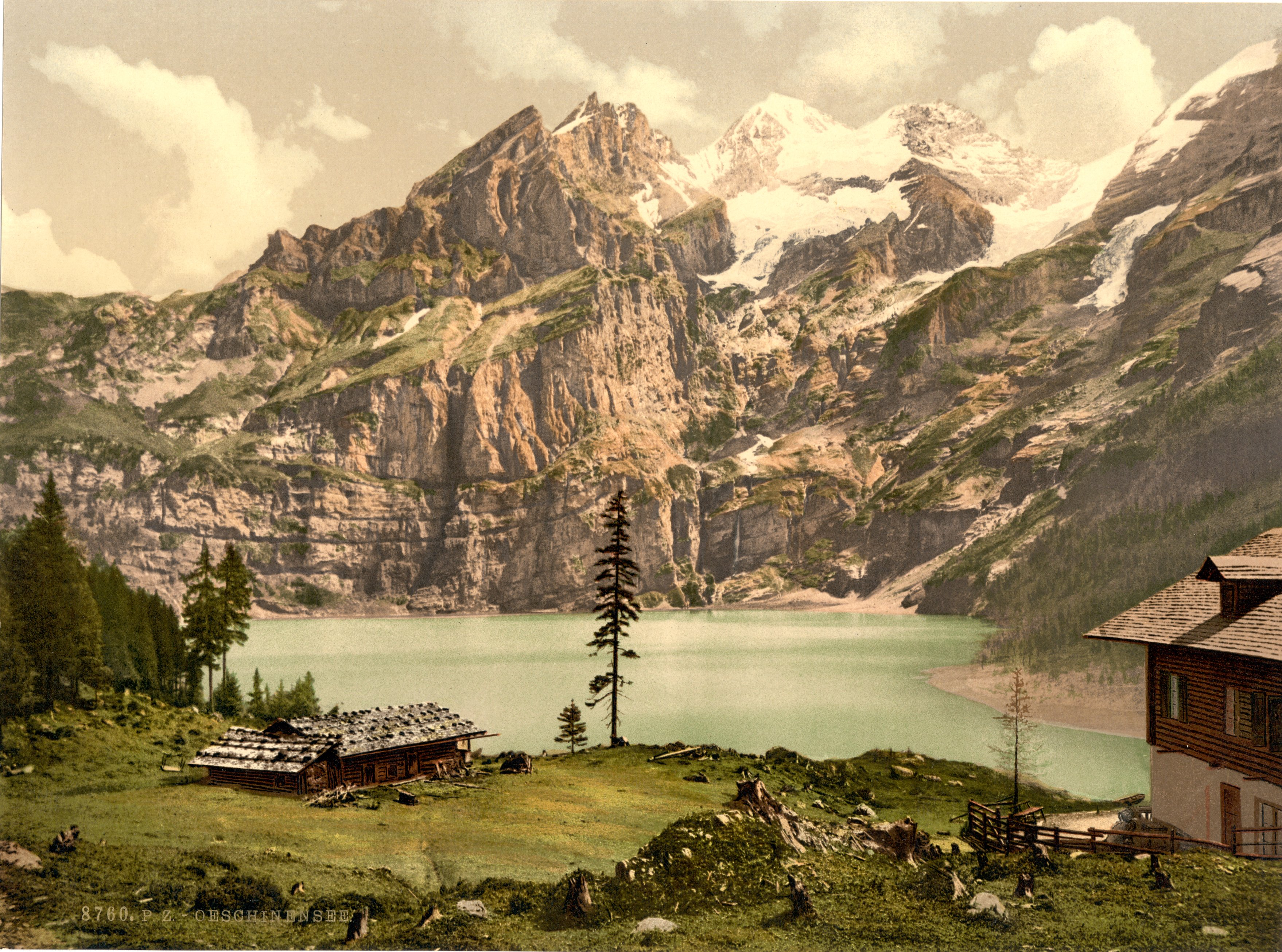
Oeschinensee um 1900
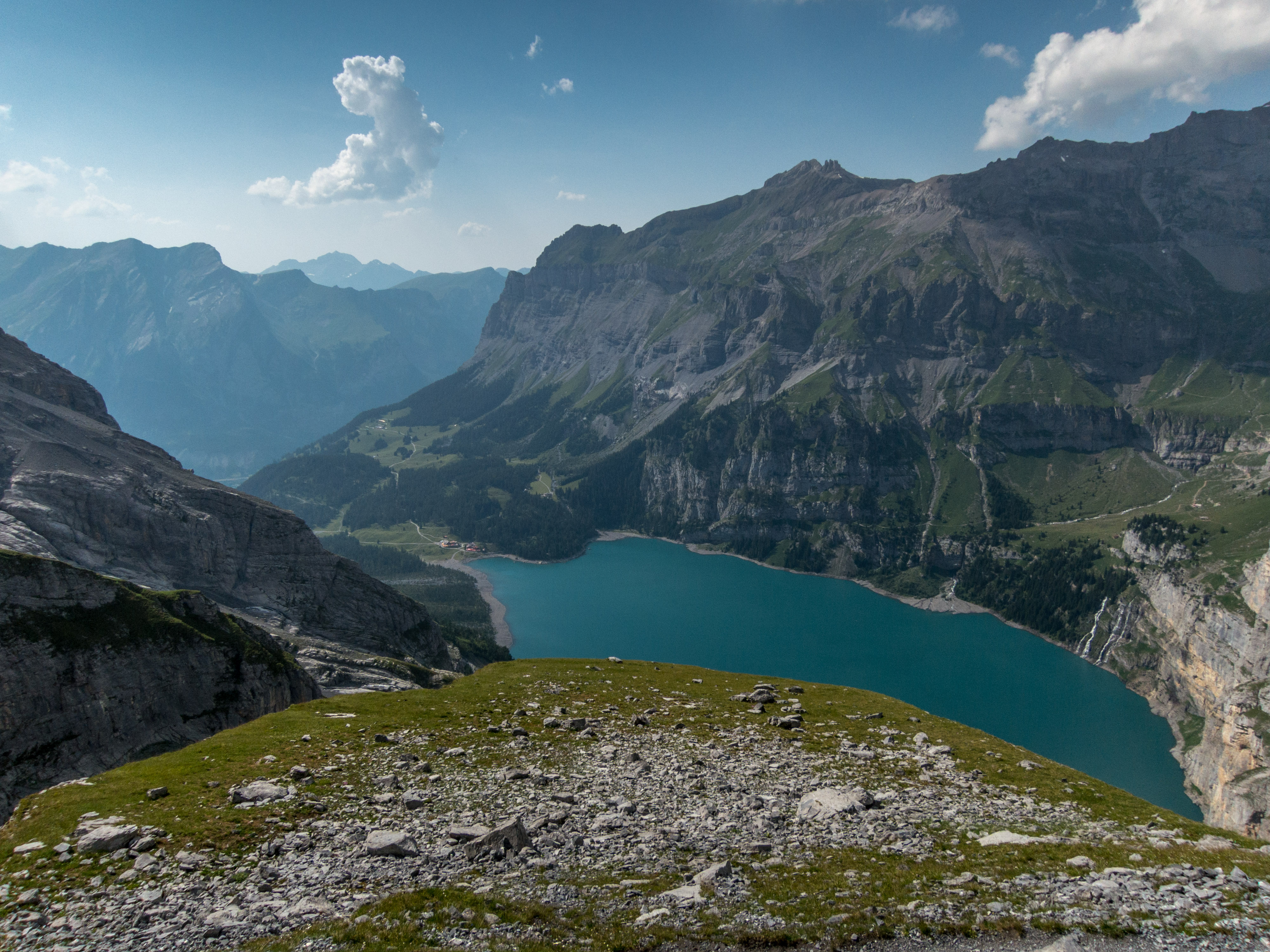
Blick vom Aufstieg zur Fründenhütte
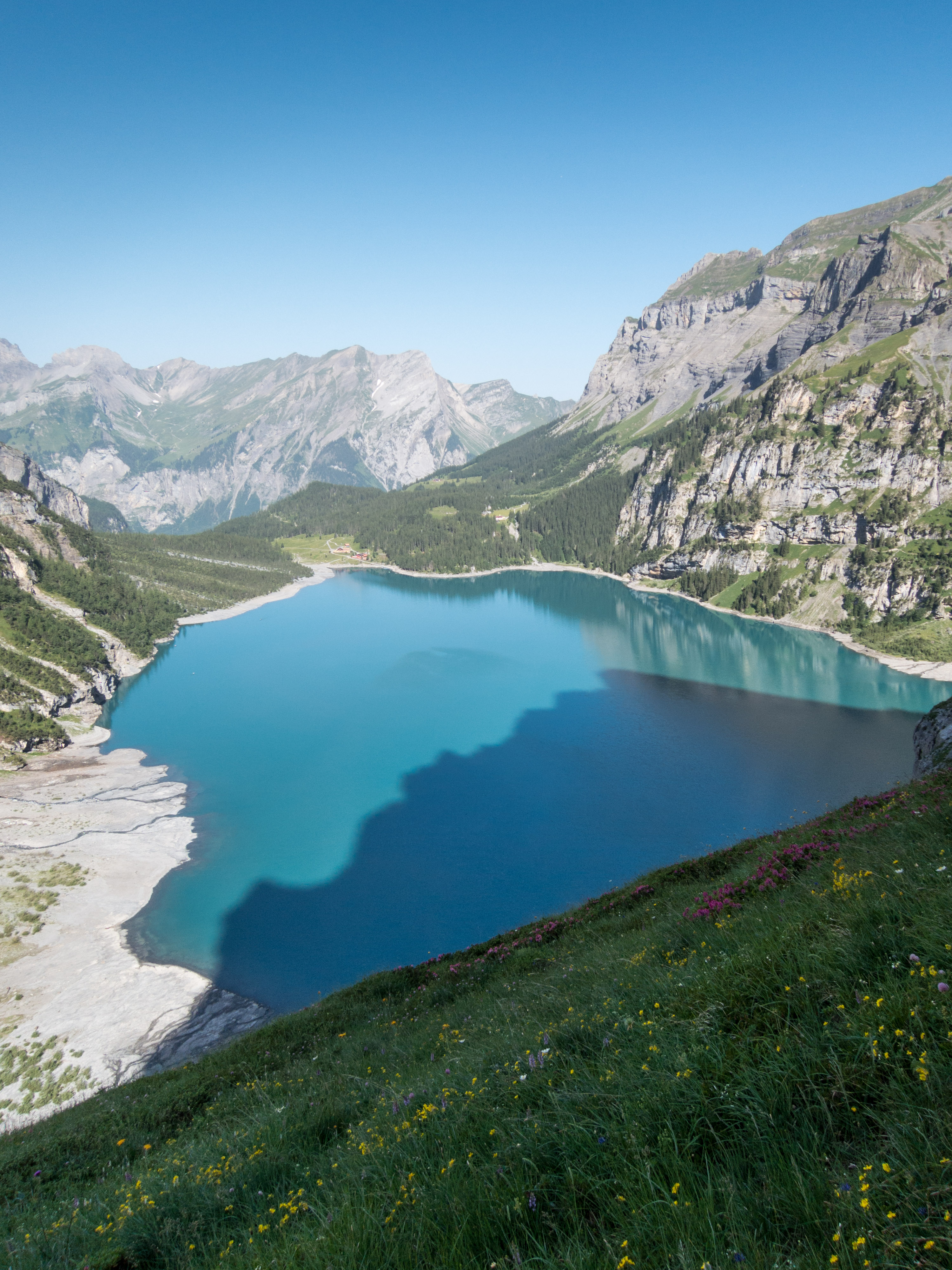
Blick von der Fründenschnur
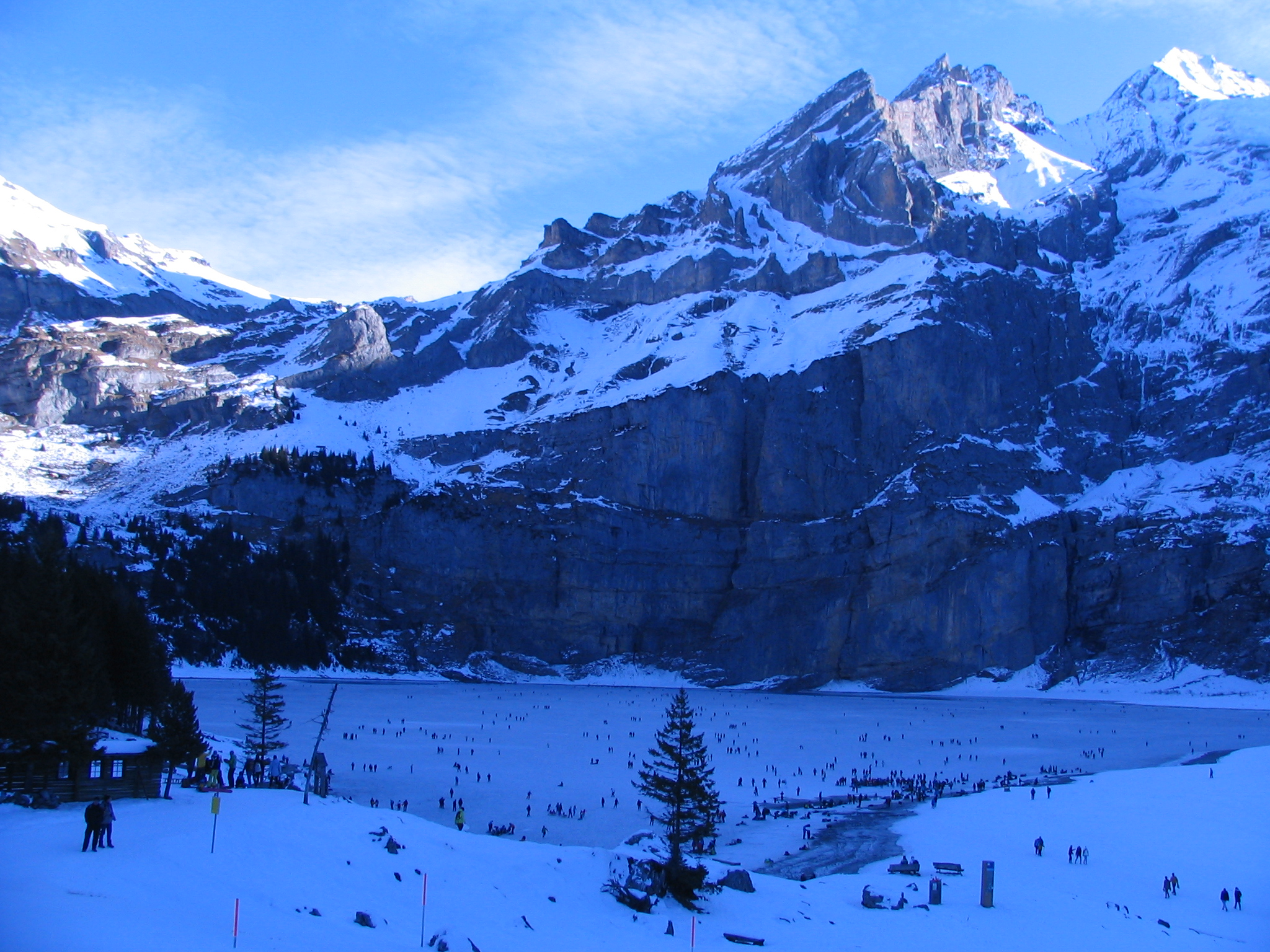
Der See Ende 2015 ausnahmsweise als Eisbahn benutzbar